# Scheenbeschermer

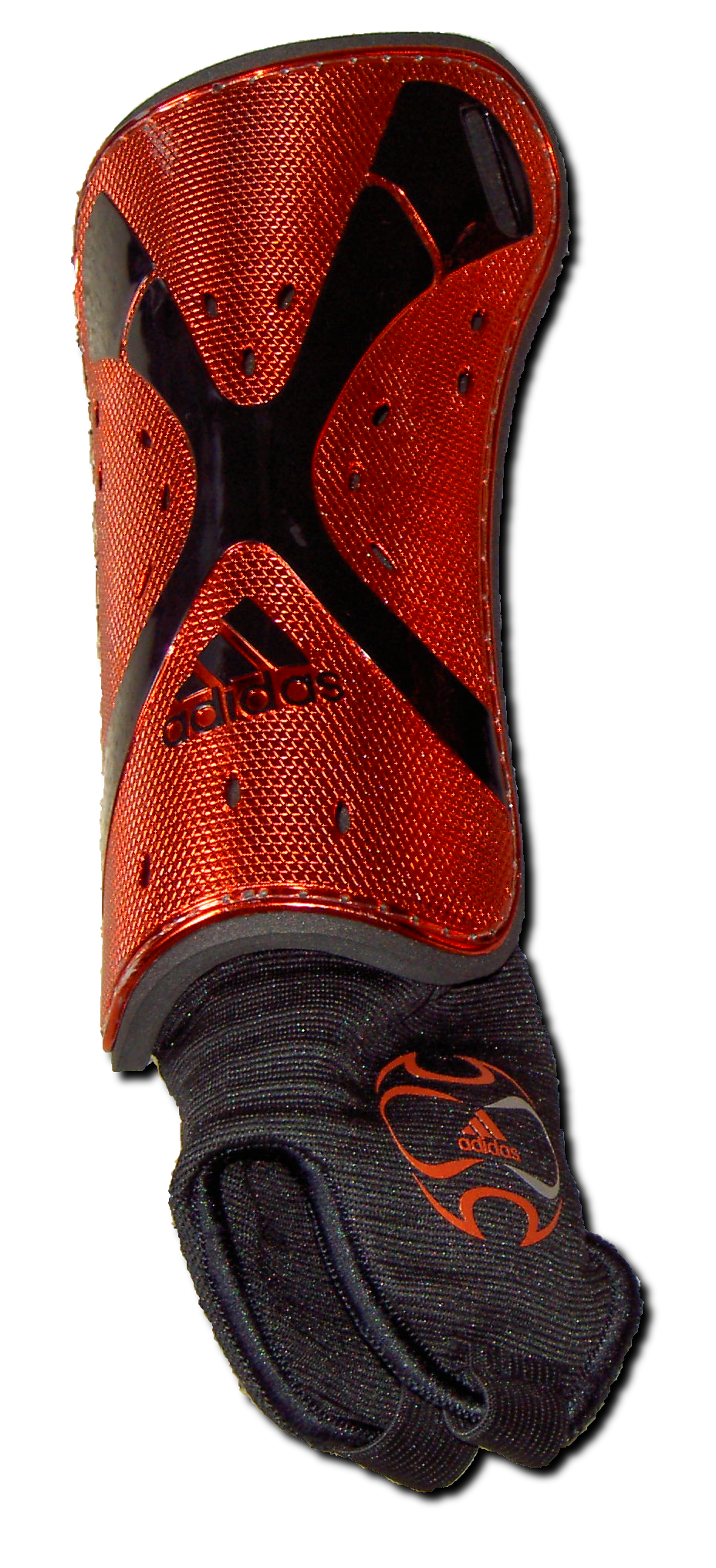
scheenbeschermer die in het voetbal gebruikt wordt

Een scheenbeschermer (ook wel "scheenlappen" genoemd in Vlaanderen) wordt bij meerdere sporten gebruikt om de scheenbenen van spelers te beschermen. Scheenbeschermers voorkomen blessures aan het kwetsbare scheenbeen. Scheenbeschermers worden van verschillende materialen gemaakt: glasvezel, schuimrubber, polyurethaan en plastic. In de oudheid werden scheenplaten gebruikt om de schenen te beschermen in gevechten. In enkele sporten wordt in de scheenbeschermers ook een hard stuk ter bescherming van de enkels gebruikt, dit is onder andere het geval in het voetbal. 
- bij honkbal draagt een speler enkel één scheen/enkel-beschermer tijdens de slagbeurt om het been wat naar de werper toe is gekeerd. Bij een linkshandige speler is dat het rechterbeen, bij een rechtshandige speler het linkerbeen. Ook de tweede honkman draagt soms twee scheenbeschermers tegen de "evil slidings" van een aanrennende slagman.
- bij softbal draagt een speler twee scheenbeschermers tijdens de slagbeurt. De tweede honkman of honkvrouw draagt soms twee scheenbeschermers tegen de "evil slidings" van een aanrennende slagman/slagvrouw.
- bij hockey en voetbal dragen alle veldspelers twee scheenbeschermers. Bij voetbal de keeper ook, maar bij hockey draagt de keeper legguards.
- bij cricket dragen de slagmannen scheenbeschermers.